# Charlotta
Charlotta ist ein weiblicher Vorname.

## Herkunft und Bedeutung
Der Name ist eine hauptsächlich in Skandinavien verwendete Form von Charlotte (Vorname). Dort wird auch die Kurzform Lotta häufig vergeben.

## Bekannte Namensträgerinnen
- Charlotta Amalia von Nassau-Dillenburg (1680–1738), durch Heirat Fürstin von Nassau-Usingen

Vorname
- Charlotta Adlerova (1908–1989), deutsch-brasilianische Malerin, Zeichnerin und Illustratorin
- Charlotta Dorothea Biehl (1731–1788), dänische Schriftstellerin und Übersetzerin
- Charlotta Eckerman (1759–1790), schwedische Opernsängerin und Schauspielerin
- Charlotta Eriksson (1794–1862), schwedische Schauspielerin
- Charlotta Falkman (1795–1882), finnlandschwedische Schriftstellerin mit schwedischer Muttersprache
- Charlotta Fougberg (* 1985), schwedische Leichtathletin (Hindernislauf)
- Charlotta Frölich (1698–1770), schwedische Schriftstellerin und Dichterin
- Charlotta Jonsson (* 1973), schwedische Schauspielerin
- Charlotta Säfvenberg (* 1994), schwedische Skirennläuferin
- Charlotta Eva Schelin (* 1984), schwedische Fußballspielerin

Zwischenname
- Catharina Charlotta de la Gardie (* 1654/55–1697), Venezianerin
- Stephanie Charlotta Koetz (* 1986), deutsche Schauspielerin
- Hedvig Charlotta Nordenflycht (1718–1763), schwedische Schriftstellern in der Zeit der Aufklärung
- Eva Charlotta Röse (* 1973), schwedische Schauspielerin
- Fredrika Charlotta Runeberg (1807–1879),  finnlandschwedische Schriftstellerin
- Linda Charlotta Sällström (* 1988), finnische Fußballspielerin
- Alice Charlotta Tegnér (1864–1943), schwedische Komponistin von Kinderliedern